# 熊野輝光
熊野 輝光（くまの てるみつ、1957年8月28日 - ）は、香川県木田郡三木町出身の元プロ野球選手（外野手）、野球指導者。
ロサンゼルスオリンピック野球競技の金メダリスト。

## 経歴

### プロ入り前
志度商業高校では、遊撃手として1975年の春の選抜に出場。志度商としては34年ぶりの選抜出場（甲子園出場は28年ぶり）であり大きな話題となるが、1回戦でエース小林誠二を擁する広島工に敗退。同年夏は北四国大会準決勝で続木敏之、片岡大蔵のいた新居浜商に敗れた。
卒業後は中央大学に進学。東都大学リーグでは1979年春季リーグに優勝。同年の全日本大学野球選手権大会でも決勝で早大を降し優勝。リーグ通算103試合に出場し、390打数90安打、打率.231、5本塁打、31打点。在学中は全試合に出場した。1979年には第8回日米大学野球選手権日本代表に選出される。大学同期に小川淳司、香坂英典がいる。
1979年のドラフト会議でヤクルトスワローズに3位指名されたが自信がなく、ヤクルト新監督（コーチより昇格）の武上四郎の強引な誘いに反発して入団を拒否し、社会人野球の日本楽器（現：ヤマハ）に進んだ。大学の先輩でもある武上から「もう二度とプロはないと思え」と言われたことが逆に発奮の材料となる。
1980年から都市対抗野球大会に4年連続出場。社会人野球日本選手権大会で優秀選手に2度選出される。
1981年インターコンチネンタルカップ日本代表。
1984年のロサンゼルスオリンピック野球日本代表ではチームの主将を務め3番打者として打率.429を記録し、金メダル獲得に貢献した。同年の日本・キューバ国際野球大会でも日本代表となり、社会人ベストナインに外野手として選出される。

### 現役時代
1984年のドラフト会議では阪急ブレーブスから3位で指名され入団した。
1985年からレギュラーに定着し、118試合に出場。本塁打を14本記録し、新人王に選出されるなど、晩年の阪急を支えた。
1987年6月12日の日本ハムファイターズ戦で柴田保光からサヨナラ３ランを放っている。
西武ライオンズの渡辺久信と郭泰源が得意で1988年は6本塁打中3本塁打は渡辺から放っている。
1989年に阪急が身売りし、球団名がオリックスとなってからは若手の台頭もあり出場機会が年々減少していった。
1992年には勝呂博憲とのトレードで読売ジャイアンツに移籍。当初は1番打者を任せられたが、主に守備固めや代打での出場が多くなる。
1993年オフに戦力外通告を受けた。
1994年にはテスト入団でオリックスに復帰した。一軍に昇格することはできなかったが、二軍ではコーチ的な存在で若手選手を積極的に指導し、同年限りで現役を引退した。
なお、本人へのインタビューでは、オリックスの井箟重慶代表から復帰とコーチ就任が打診され、現役続行を希望して巨人への残留を希望したところ、長嶋茂雄監督から「いや、お前はオリックスに帰さなければいけない。そういうふうになっているんだよ」と既にオリックスへの復帰がフロントで合意していることを伝えられ、復帰時に「僕は来年10年目です。何とか選手をやらせてください。それで駄目だったらコーチになります」と井箟に直訴して選手としての復帰となり、シーズン途中から二軍コーチ兼任となった、という事情が語られている。

### 現役引退後
引退後はオリックスで二軍育成コーチ（1995年）→二軍外野守備コーチ兼打撃コーチ補佐（1996年）→スカウト（1997年 - 2004年）→スカウトグループ副部長（2005年 - 2008年）→編成部長補佐兼国内グループ副部長（スカウトグループ部長）（2009年 - 2010年）を務めた。オリックス退団後はヤマハ臨時コーチ（2011年）、巨人大阪駐在スカウト（2012年）を経て、2013年からは阪神のスカウトに就任。担当した選手は内海哲也（入団拒否）、金子千尋、西勇輝、才木浩人、伊原陵人、今朝丸裕喜がいる。
2024年10月下旬の時点で2025年より四国アイランドリーグplus・香川オリーブガイナーズの監督に就任する予定とマスコミで報じられ、報道から1か月以上が経過した12月10日に正式に就任が発表された（正式な就任は2025年1月1日付）。球団史上初の香川県出身監督である。12月16日にゆめタウン高松で開かれた就任記者会見では、28年ぶりの現場復帰に「正直、不安だらけ」とも語ったが、「大好きな地元で野球を教えたいと考えていた」と述べた。就任理由の1つが、実家で暮らす母の近くで生活することであったとも報じられている。

## 詳細情報

### 年度別打撃成績
| 年 度     | 球 団           | 試 合 | 打 席 | 打 数 | 得 点 | 安 打 | 二 塁 打 | 三 塁 打 | 本 塁 打 | 塁 打 | 打 点 | 盗 塁 | 盗 塁 死 | 犠 打 | 犠 飛 | 四 球 | 敬 遠 | 死 球 | 三 振 | 併 殺 打 | 打 率 | 出 塁 率 | 長 打 率 | O P S |
| --------- | --------------- | ----- | ----- | ----- | ----- | ----- | -------- | -------- | -------- | ----- | ----- | ----- | -------- | ----- | ----- | ----- | ----- | ----- | ----- | -------- | ----- | -------- | -------- | ----- |
| 1985      | 阪急 オリックス | 118   | 440   | 386   | 74    | 114   | 21       | 4        | 14       | 185   | 60    | 13    | 3        | 5     | 2     | 44    | 0     | 2     | 46    | 6        | .295  | .369     | .479     | .848  |
| 1986      | 阪急 オリックス | 116   | 322   | 278   | 30    | 66    | 7        | 0        | 11       | 106   | 33    | 7     | 2        | 2     | 3     | 38    | 3     | 1     | 53    | 6        | .237  | .328     | .381     | .709  |
| 1987      | 阪急 オリックス | 111   | 383   | 327   | 51    | 95    | 16       | 0        | 11       | 144   | 40    | 10    | 2        | 7     | 1     | 46    | 0     | 2     | 42    | 5        | .291  | .380     | .440     | .821  |
| 1988      | 阪急 オリックス | 95    | 231   | 194   | 22    | 42    | 3        | 0        | 6        | 63    | 19    | 5     | 1        | 3     | 2     | 30    | 3     | 2     | 35    | 4        | .216  | .325     | .325     | .649  |
| 1989      | 阪急 オリックス | 71    | 147   | 123   | 15    | 29    | 1        | 0        | 2        | 36    | 9     | 4     | 0        | 4     | 0     | 20    | 1     | 0     | 21    | 2        | .236  | .343     | .293     | .635  |
| 1990      | 阪急 オリックス | 102   | 275   | 240   | 34    | 59    | 12       | 1        | 6        | 91    | 27    | 12    | 1        | 13    | 2     | 20    | 0     | 0     | 43    | 4        | .246  | .302     | .379     | .681  |
| 1991      | 阪急 オリックス | 45    | 91    | 82    | 6     | 17    | 3        | 0        | 0        | 20    | 1     | 2     | 2        | 0     | 0     | 9     | 0     | 0     | 20    | 1        | .207  | .286     | .244     | .530  |
| 1992      | 巨人            | 74    | 90    | 74    | 8     | 12    | 4        | 2        | 0        | 20    | 6     | 1     | 0        | 1     | 2     | 12    | 0     | 1     | 17    | 1        | .162  | .281     | .270     | .551  |
| 1993      | 巨人            | 8     | 5     | 5     | 0     | 0     | 0        | 0        | 0        | 0     | 0     | 0     | 0        | 0     | 0     | 0     | 0     | 0     | 0     | 1        | .000  | .000     | .000     | .000  |
| 通算：9年 | 通算：9年       | 740   | 1984  | 1709  | 240   | 434   | 67       | 7        | 50       | 665   | 195   | 54    | 11       | 35    | 12    | 219   | 7     | 8     | 277   | 30       | .254  | .339     | .389     | .728  |

- 阪急（阪急ブレーブス）は、1989年にオリックス（オリックス・ブレーブス）に球団名を変更

### 表彰
- 新人王（1985年）
- ベストナイン：1回（1985年）

### 記録
- 初出場・初先発出場：1985年4月6日、対南海ホークス1回戦（阪急西宮球場）、「7番・中堅手」として出場
- 初安打：1985年4月7日、対南海ホークス2回戦（阪急西宮球場）、3回裏に加藤伸一から中前安打
- 初本塁打・初打点：1985年4月17日、対日本ハムファイターズ2回戦（後楽園球場）、8回表に田中富生から逆転決勝3ラン

### 背番号
- 6（1985年 - 1991年）
- 2（1992年 - 1993年）
- 5（1994年）
- 75（1995年 - 1996年）
- 76（2025年 - ）